# Aloephagus myersi
Aloephagus myersi (лат.) — вид тлей из подсемейства Pemphiginae (Fordini). Афротропика, также найдены в Европе, Северной Америке и Японии. Единственный представитель рода Aloephagus. Описан Эдвардом Эссингом в 1950 году.

## Описание
Мелкие насекомые, длина около 2 мм. Усики 5-члениковые. Ассоциированы с растениями Aloe, Pistacia, Haworthia. Диплоидный набор хромосом 2n=22.